# Süphan Dağı

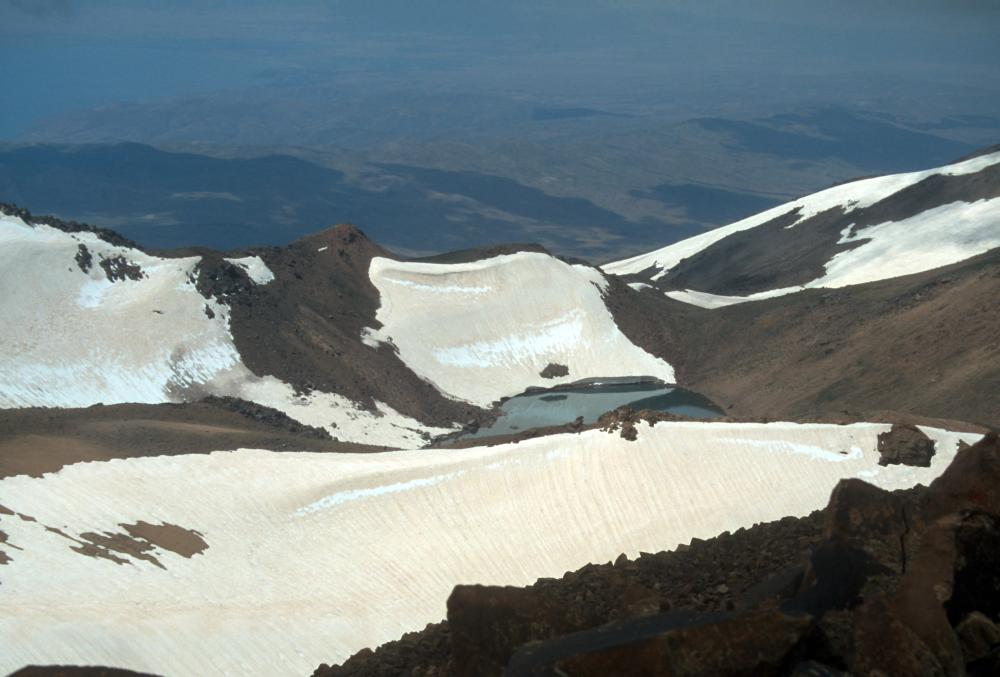
Szczytowa partia Suphan Dagi – widoczne jezioro i lodowiec

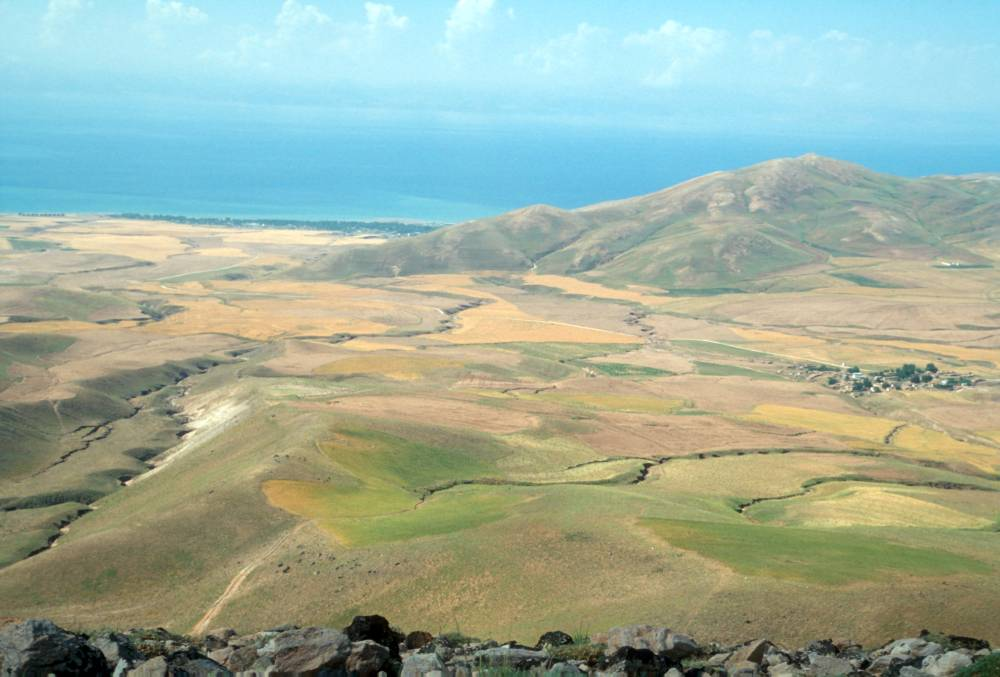
Wioska Hermantepe ze zboczy Suphan Dagi – w tle jezioro Wan

Süphan Dağı (upr. Suphan Dagi) – wulkan o wysokości 4058 m n.p.m., położony tuż nad północnym brzegiem jeziora Wan, we wschodniej części Półwyspu Anatolijskiego, w Turcji (druga co do wysokości góra Turcji – po górze Ararat). Zaliczany do stratowulkanów. Jest to wulkan wygasły – jego ostatnia erupcja miała miejsce w plejstocenie.
Jeden z wybitnych masywów wulkanicznych zachodniej części Wyżyny Armeńskiej, w górnej części masywu usypiska bazaltowe, progi lawowe. W szczytowej partii Süphan Dağı znajduje się niewielki lodowiec oraz jezioro. Najwyższy punkt to wschodni wierzchołek, zachodnia kulminacja Süphan Dağı jest ok. 40 m niższa.
Dostępność turystyczna: od południowych stoków, miejscowości Ahlat oraz Adilcevaz – na trasie: Tatvan – Wan. Ostatnia zamieszkana wioska na południowym szlaku to Hermantepe.
Podawana jest często mylnie wysokość Süphan Dağı – 4434 m n.p.m. (lub 4158 m n.p.m.). Wysokość 4058 m n.p.m. weryfikowana pomiarami GPS oraz altimetrem (baza poziom jeziora Wan 1640 m n.p.m.).